# Schefferville
Schefferville är en stad i provinsen Québec i Kanada. Vid folkräkningen 2021 hade orten 244 invånare.

### Fotnoter
1. 1 2  ”Table 98-10-0004-01  Population and dwelling counts: Canada, provinces and territories, census divisions, census subdivisions (municipalities) and designated places” (på engelska). Census of Population. Statistics Canada. 9 februari 2022. doi:10.25318/9810000401-eng. https://www150.statcan.gc.ca/t1/tbl1/en/tv.action?pid=9810000401&geocode=A000224. Läst 13 augusti 2024.